# Iván Camarino
Iván Camarino Conde (San Luis de Cañete, Lima, 21 de diciembre de 1986) es un futbolista peruano. Juega de volante de contención y su equipo actual es Amazon Callao de la Liga 3 de Perú. Tiene 38 años.

## Trayectoria
En el 2011 desciende de categoría con Alianza Atlético de Sullana pero a pesar de aquella Cachina fue uno de los mejores del equipo junto a Israel Khan y Josimar Atoche.

## Clubes
| Club                      | País | Año       |
| ------------------------- | ---- | --------- |
| Nueva Juventud (Cañete)   | Perú | 2002      |
| Defensor Alayza           | Perú | 2003      |
| Atlético Independiente    | Perú | 2004      |
| Deportivo Coopsol         | Perú | 2009-2010 |
| Alianza Atlético          | Perú | 2011      |
| Real Garcilaso            | Perú | 2012-2013 |
| Inti Gas Deportes         | Perú | 2014      |
| Alianza Atlético          | Perú | 2015      |
| Comerciantes Unidos       | Perú | 2016      |
| Universidad César Vallejo | Perú | 2017      |
| Amazon Callao             | Perú | 2024 -    |